# The Rival Dramatists
The Rival Dramatists è un cortometraggio muto del 1911. Il nome del regista non viene riportato nei credit del film prodotto dalla Selig Polyscope Company che è conosciuto anche con il titolo Cock-a-Doodle-doo.

## Produzione
Il film fu prodotto dalla Selig Polyscope Company.

## Distribuzione
Distribuito dalla General Film Company, il film - un cortometraggio in una bobina - uscì nelle sale cinematografiche statunitensi il 12 gennaio 1911.